# Тривимірне моделювання

Анімація тривимірної моделі

У комп'ютерній графіці тривимірне моделювання або просторове моделювання (іноді - 3D-моделювання) — це процес розробки математичного представлення будь-якої тривимірної поверхні об'єкта за допомогою спеціалізованого програмного забезпечення. Продуктом моделювання є тривимірна модель. Вона може бути представлена у вигляді програмного коду або відображена у вюпорті чи вювері, як тривимірна модель, а також за допомогою двовимірного зображення, що створюється за допомогою процесу рендерингу. Тривимірні моделі можна створювати вручну або автоматично, зокрема за допомогою тривимірного сканера.

## Історія

Приклад використання тривимірного моделювання для реконструкції обличчя мумії за черепом

Тривимірні моделі зараз широко використовуються в тривимірній графіці та САП, але їхня історія передує широкому використанню тривимірної графіки на персональних комп'ютерах.
У минулому багато комп'ютерних ігор використовували попередньо відрендерені зображення тривимірних моделей як спрайти, перш ніж комп'ютери могли відтворити їх у реальному часі. Потім дизайнер може бачити модель у різних напрямках і ракурсах, це може допомогти дизайнеру побачити, чи створений об'єкт за задумом у порівнянні з його початковим баченням. Погляд на дизайн таким чином може допомогти дизайнеру або компанії зрозуміти зміни чи вдосконалення, необхідні для продукту.
Представництво
Майже всі тривимірні моделі можна розділити на дві категорії:
- Суцільні — ці моделі визначають об'єм об'єкта, який вони представляють (як камінь). Тверді моделі здебільшого використовуються для інженерного та медичного моделювання та зазвичай будуються з конструктивною блоковою геометрією

- Шкаралупа або межа — ці моделі представляють поверхню, тобто межу об'єкта, а не його об'єм (як нескінченно тонка яєчна шкаралупа). Майже всі візуальні моделі, які використовуються в іграх і фільмах, є порожнистими моделями-оболонками.

Тверде та оболонкове моделювання може створювати функціонально ідентичні об'єкти. Відмінності між ними здебільшого полягають у варіаціях способів їх створення, редагування та умовах використання в різних сферах і відмінностях у типах наближень між моделлю та реальністю.
Моделі оболонок повинні бути різноманітними (не мати отворів або щілин у оболонці), щоб мати значення як реальний об'єкт. У моделі куба нижня і верхня поверхні куба повинні мати однакову товщину без отворів або щілин на першому та останньому надрукованому шарі. Полігональні сітки (і, меншою мірою, поверхні поділу) є, безумовно, найпоширенішим зображенням. Набори рівнів є корисним представленням для деформуючих поверхонь, які зазнають багатьох топологічних змін, таких як рідини.
Процес перетворення представлених об'єктів, таких як координата середньої точки сфери та точка на її окружності, у багатокутне представлення сфери, називається тесселяцією. Цей крок використовується у візуалізації на основі багатокутників, де об'єкти розбиваються від абстрактних представлень («примітивів»), таких як сфери, конуси тощо, до так званих сіток, які є сітками взаємопов'язаних трикутників. Сітки з трикутників (замість, наприклад, квадратів) популярні, оскільки доведено, що їх легко растеризувати (поверхня, описана кожним трикутником, плоска, тому проекція завжди опукла). Поліголіальне представлення багатокутників використовуються не в усіх техніках візуалізації, і в цих випадках етап мозаїки не включається в перехід від абстрактного представлення до рендерингової сцени.

## Моделі
Тривимірні моделі представляють просторовий об'єкт використовуючи набір точок у тривимірному просторі, поєднаних між собою різноманітними геометричними об'єктами, як от трикутниками, лініями тощо.

## Алгоритми моделювання
Тут перераховані математичні підходи, що інтегровані в тому чи іншому вигляді у програмне забезпечення і виділяють за своїми можливостями різні алгоритми для створення однієї і тієї ж моделі, кожна із яких має своєрідні властивості.

Сплайн з контрольними точками

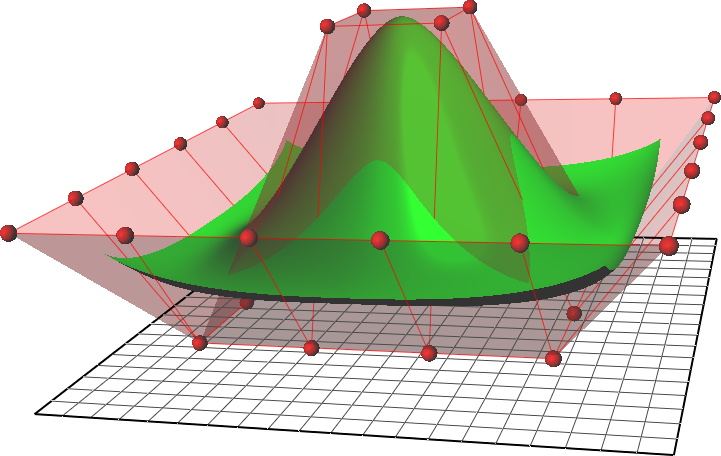
NURBS-поверхня

- NURBS-поверхняСплайнове моделювання використовує «сплайни», криві лінії та поверхні, розташування та кривизна яких задається контрольними точками. Крива слідує за точками (але не обов'язково дотикається до них). Збільшення ваги точки притягне криву ближче до неї. Сплайнове моделювання включає використання кривих Безьє, поверхнонь Безьє, бі-сплайнів та поверхонь NURBS. NURBS суцільні, вони не складаються за допомогою маленьких плоских поверхонь, як у полігональному моделюванні, тому цей метод часто застосовують для моделювання органічних форм. Часто термін NURBS використовується для позначення усіх методів сплайнового моделювання.

Полігональна модель, складена з трикутників

- Полігональна модель, складена з трикутниківПолігональне моделювання — точки в тривимірному просторі, вершини (англ. Vertex), з'єднані між собою лінією — ребром (англ. Edge), утворюють поверхню (англ. Faces) за законами створення геометричних площин. Набір об'єднаних площин називають полігональною сіткою чи мешем (англ. Polygon mesh). Більшість тривимірних моделей будується як текстуровані багатокутні моделі, оскільки вони легкі для редагування і комп'ютер може відрендерити їх досить швидко. Однак, багатокутники є плоскими й можуть тільки приблизно передати вигнуті поверхні, використовуючи багато багатокутників. Процес перетворення сплайнів на багатокутники називається теселяцією;
- Моделювання за допомогою сабдивів (англ. Subdivision surfaces) — метод, за якого полігональна сітка поділяється на менші полігони. Дозволяє реалізувати тривимірну скульптуру, коли користувачі оперують не окремими полігонами, а зонами моделі, ніби віртуальною глиною, з якої виліплюється модель.
- Процедурне моделювання — таке моделювання дозволяє створювати різноманітні моделі за попередньо заданим алгоритмом із полігонів і сплайнів. Припускає оперування масштабними проєктами. Наприклад, створення групи різних об'єктів одного типу (будинків, дерев тощо). Здебільшого вимагає пайплайну, в якому послідовно відбувається створення геометрії, текстурування, анімація і т. д.

## Методи підходів до початку моделювання
Сучасне програмне забезпечення дозволяє використовувати незалежно від алгоритму моделювання різноманітні підходи для побудови моделі.
- Примітиви — моделювання за допомогою простих геометричних фігур (кулі, циліндри, конуси тощо), які використовуються як складові при побудові складніших об'єктів. Примітиви можуть поєднуватися між собою чи перетинатися. Перевагою методу є швидка та легка побудова, а також те що моделі є математично визначені і точні. Підходить до технічного моделювання і менше для моделювання органіки. Деякі програми можуть рендерити з примітивів напряму, інші використовують примітиви тільки для моделювання, а пізніше конвертують для подальшої роботи або рендерингу.
- Тривимірне сканування використовує спеціальний сканер, який оцифровує реальний об'єкт з використанням лідара чи фотограмметрії.

## Інструменти— професійні програми для тривимірного моделювання
- SolidWorks (SolidWorks Corporation) застосовується для дизайну, деталізації та візуалізації продуктів, систем, машин та оснащення. Всі версії включають моделювання, збірки, малювання, листовий метал, зварювані деталі та freeform surfacing functionality. Він також підтримує Visual Basic та C.
- Creo Parametric — система автоматизованого проектування, інженерного аналізу та підготовки виготовлення виробів будь-якої складності і призначення. Creo Parametric є ядром інтегрованого комплексу автоматизації підприємства, за допомогою якого здійснюється підтримка життєвого циклу виробу відповідно до концепції CALS-технологій (Continuous Acquisition and Life cycle Support), включаючи двонаправлений обмін даними з іншими Windows-додатками і створення інтерактивної документації. Creo Parametric Enterprise SE (Standard Edition) — повний інструментальний пакет, що забезпечує комплексне рішення задач розробки виробу і точно відповідає сучасним вимогам глобально розподілених виробничо-конструкторських груп.
- 3DMAX у своєму розпорядженні має засоби для створення різноманітних за формою і складністю тривимірних комп'ютерних моделей, реальних чи фантастичних об'єктів навколишнього світу, з використанням різноманітних технік і механізмів, включаючи полігональне моделювання, в яке входять Editable mesh (редагована поверхня) і Editable poly (редагований полігон). Це поширений метод моделювання, який використовується для створення складних моделей і низькополігональних моделей для ігор.
- SketchUp Pro (Trimble) — програма для моделювання, що підтримує двовимірні та тривимірні моделі. Безкоштовна версія також доступна та інтегрована в Google Earth. SketchUp — програма для моделювання відносно простих трьох-вимірних об'єктів — будівель, меблів, інтер'єру. Основною особливістю цієї програми є майже повна відсутність вікон попередніх налаштувань. Всі геометричні характеристики під час або зразу після закінчення дії інструменту задаються з клавіатури в поле Value Control Box (поле контролю параметрів), яке знаходиться в правому нижньому кутку робочої області, справа від напису Measurements (панель вимірів). Ще одною ключовою особливістю є інструмент Push/Pull («Тягни/Штовхай»), завдяки якому будь-яку площину можна «витягнути» в сторону, створивши по мірі її руху нові бокові стінки. Рухати площину можна в притик до наперед заданої кривої, для цього слугує спеціальний інструмент Follow Me («Ведення»).
- AutoCAD — дво- і тривимірна система автоматизованого проєктування і креслення, що включає в себе повний набір інструментів для комплексного тривимірного моделювання (підтримується твердотільне, поверхневе і полігональне моделювання). AutoCAD дозволяє отримати високоякісну візуалізацію моделей за допомогою рендеринга mental ray. Також в програмі реалізовано управління тривимірним друком (результат моделювання можна відправити на 3D-принтер) і підтримка хмар точок (дозволяє працювати з результатами тривимірного сканування). Тим не менш, слід зазначити, що відсутність тривимірної параметризації не дозволяє AutoCAD безпосередньо конкурувати з машинобудівними САПР, такими як Inventor, SolidWorks та іншими.
- Inventor (Autodesk) - тривимірна САПР для створення і вивчення поведінки цифрових прототипів виробів і деталей. Розробник компанія Autodesk. Створений для тривимірного дизайну механіки, емуляції продукту, створення інструментаріїв.
- КОМПАС-3D — інтерактивний графічний редактор з сучасним інтерфейсом, оснащений інструментальними засобами, які дозволяють створювати твердотілі об'єкти з використанням набору елементарних параметричних тіл (паралелепіпед, циліндр та ін.). Основні компоненти КОМПАС-3D — власне система тривимірного моделювання, універсальна система автоматизованого 2D-проектування КОМПАС-Графік, модуль проектування специфікацій і текстовий редактор. Він легкий в освоєнні та має довідкову систему.

Базові можливості системи передбачають функціонал, який дозволяє спроєктувати в тривимірному просторі виріб будь-якої складності, а потім оформити на цей виріб комплект документації, необхідний для його виготовлення відповідно до чинних стандартів.

## Ринок тривимірних моделей
Існує великий ринок тривимірних моделей (а також пов'язаний контент, такий як текстури, сценарії тощо) — як для окремих моделей, так і для великих колекцій. Кілька онлайн-ринків тривимірного контенту дозволяють окремим художникам продавати створений ними контент, зокрема TurboSquid, CGStudio, CreativeMarket, MyMiniFactory, Sketchfab, CGTrader і Cults. Часто метою художників є отримання додаткової цінності з активів, які вони раніше створили для проектів. Таким чином художники можуть заробити більше грошей на своєму старому вмісті, а компанії можуть заощадити гроші, купуючи готові моделі замість того, щоб платити працівникам за створення їх з нуля. Ці ринки зазвичай ділять продаж між собою та художником, який створив об'єкт, митці отримують від 40 % до 95 % продажів відповідно до ринку. У більшості випадків художник зберігає право власності на тривимірну модель, а замовник купує лише право на використання та представлення моделі. Деякі художники продають свою продукцію безпосередньо у власних магазинах, пропонуючи свою продукцію за нижчою ціною, не використовуючи посередників.
Індустрія архітектури, проектування та будівництва (AEC — англ.the architecture, engineering, and construction industry) є найбільшим ринком тривимірного моделювання з оціночною вартістю 12,13 мільярдів доларів до 2028 року. Це пов'язано зі збільшенням впровадження тривимірного моделювання в індустрії AEC, яке допомагає підвищити точність проектування, зменшити кількість помилок і упущень і полегшити співпрацю між зацікавленими сторонами проекту.
За останні кілька років з'явилося багато ринків, що спеціалізуються на тривимірній візуалізації та друку моделей. Деякі ринки тривимірного друку являють собою комбінацію сайтів для обміну моделями з вбудованою можливістю електронного зв'язку або без неї. Деякі з цих платформ також пропонують послуги тривимірного друку на вимогу, програмне забезпечення для візуалізації моделей і динамічного перегляду елементів. Платформи для обміну файлами тривимірного друку та візуалізації моделей включають Shapeways, Sketchfab, Pinshape, Thingiverse, TurboSquid, CGTrader, Znanye, Threeding, MyMiniFactory та GrabCAD.

## Тривимірний друк
Терміном адитивні технології або тривимірний друк називають форму технології адитивного виробництва, де тривимірний об'єкт створюється з послідовних шарів матеріалу. Об'єкти можна створювати без необхідності використання складних дорогих форм або складання з кількох частин. Тривимірний друк дозволяє створювати прототипи та тестувати ідеї без необхідності проходити через виробничий процес.
Окремі особи чи компанії можуть придбати тривимірні моделі на онлайн-ринках і надрукувати за допомогою комерційно доступних тривимірних принтерів, що дає змогу виготовляти в домашніх умовах такі об'єкти, як запасні частини та навіть медичне обладнання.

## Список приміток
1. ↑  ПРОСТОРОВЕ МОДЕЛЮВАННЯ ТА ВІЗУАЛІЗАЦІЯ. Робоча програма навчальної дисципліни (Силабус) (PDF). Київ: НТУ України "КПІ імені Ігоря Сікорського".
2. ↑  The Future of 3D Modeling | GarageFarm. garagefarm.net. Процитовано 24 листопада 2023.
3. ↑  TurboSquid. Wikipedia (англ.). 17 жовтня 2023. Процитовано 24 листопада 2023.
4. ↑  Partners, The Insight (1 червня 2022). 3D Mapping and Modelling Market Worth $12.13Bn, Globally, by 2028 at 15.5% CAGR - Exclusive Report by The Insight Partners. GlobeNewswire News Room (англ.). Процитовано 24 листопада 2023.
5. ↑  Building Information Modeling - an overview | ScienceDirect Topics. www.sciencedirect.com. Процитовано 24 листопада 2023.
6. ↑  Moreno, Cristina; Olbina, Svetlana; Issa, Raja R. (3 липня 2019). BIM Use by Architecture, Engineering, and Construction (AEC) Industry in Educational Facility Projects. Advances in Civil Engineering (англ.). Т. 2019. с. e1392684. doi:10.1155/2019/1392684. ISSN 1687-8086. Процитовано 24 листопада 2023.{{cite news}}:  Обслуговування CS1: Сторінки із непозначеним DOI з безкоштовним доступом (посилання)
7. ↑  Automated fabrication : improving productivity in manufacturing | WorldCat.org. search.worldcat.org (англ.). Процитовано 24 листопада 2023.
8. ↑  Borison, Rebecca. All The Ways Your Kids Can Now Customize Their Toys. Business Insider (амер.). Процитовано 24 листопада 2023.
9. ↑  "New Trends in 3D Printing – Customized Medical Devices". Envisiontec. Retrieved 25 January 2015.{{cite web}}:  Обслуговування CS1: Сторінки з параметром url-status, але без параметра archive-url (посилання)